# Gmina Jastrząb
Die Gmina Jastrząb ist eine Stadt-und-Land-Gemeinde im Powiat Szydłowiecki der Woiwodschaft Masowien in Polen. Sie hat etwa 5150 Einwohner. Ihr Sitz ist die gleichnamige Stadt mit etwa 1070 Einwohnern.

## Geographie

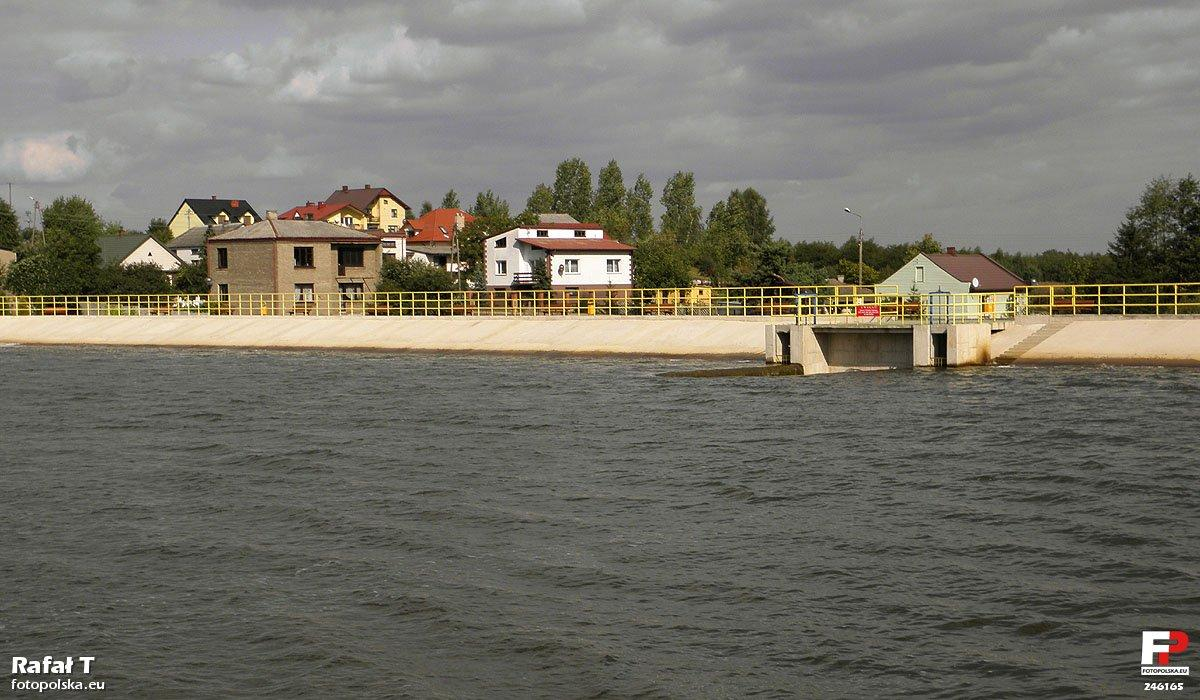
Stausee in Jastrząb

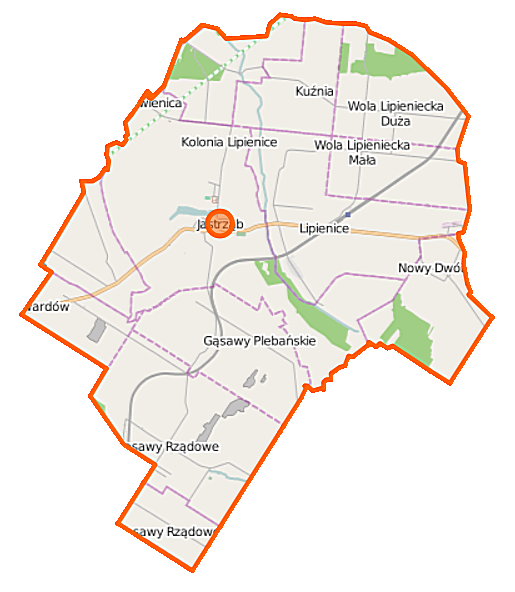
Karte der Gemeinde

Die Gemeinde liegt im Süden der Woiwodschaft und grenzt im Dorf Gąsawy Rządowe-Niwy an die Woiwodschaft Heiligkreuz. Die Großstadt Radom liegt etwa 25 Kilometer nordöstlich, Warschau 130 Kilometer nördlich. Die Gemeinde hat eine Fläche von 54,8 km², von der 78 Prozent land- und 11 Prozent forstwirtschaftlich genutzt werden. Ihr Gebiet ist mit etwa 94 Einwohnern/km² dünn besiedelt. Zu den Gewässern gehören Iłżanka, Radomka und die Szabasówka. Die Śmiłówka wird im Hauptort der Gemeinde zu einem kleinen Stausee aufgestaut.

## Geschichte
In russischer Zeit wurden Jastrząb nach dem Januaraufstand die Stadtrechte aberkannt. Die Landgemeinde Rogów mit dem Sitz in Jastrząb wurde 1954 in Gromadas aufgelöst. Die Landgemeinden Jastrząb und Mirów wurden zum 1. Januar 1973 aus Gromadas der ehemaligen Landgemeinde Rogów errichtet. Der historische Powiat Szydłowiecki der Woiwodschaft Kielce wurde 1975 aufgelöst. Von 1975 bis 1998 gehörte die Gemeinde zur Woiwodschaft Radom und kam 1999 an den Powiat Szydłowiecki der Woiwodschaft Masowien. Zum 1. Januar 2023 erhielt der Hauptort wieder Stadtrechte und die Gemeinde den Status einer Stadt-und-Land-Gemeinde.

## Gliederung
Zur Stadt-und-Land-Gemeinde (gmina miejsko-wiejska) Jastrząb gehören die namensgebende Stadt und zwölf Dörfer. Stadt und Dörfer haben jeweils ein Schulzenamt (sołectwo):
Jastrząb
Gąsawy Plebańskie
Gąsawy Rządowe
Gąsawy Rządowe-Niwy
Kolonia Kuźnia
Kuźnia
Lipienice Dolne
Lipienice Górne
Orłów
Nowy Dwór
Śmiłów
Wola Lipieniecka Duża
Wola Lipieniecka Mała

## Verkehr
Die Schnellstraße S7 führt durch den Westen der Gemeinde und verbindet diese mit Radom und Warschau im Norden sowie Skarżysko-Kamienna und Kielce im Süden. Die Woiwodschaftsstraße DW727 führt von Przysucha über die Kreisstadt Szydłowiec und Jastrząb nach Wierzbica.
Wichtigste Bahnstation ist Jastrząb im Ort Lipienice an der Bahnstrecke Warschau–Radom–Kielce. Ein Haltepunkt ist Gąsawy Plebańskie. Dagegen liegt der nach den Dörfern Wola Lipieniecka Duża und Wola Lipieniecka Mała benannte Haltepunkt Wola Lipienicka auf dem Gebiet der Nachbargemeinde Wierzbica.
Der nächste internationale Flughafen ist Warschau.